# Лакасс, Женевьев
Женевьев Лакасс (фр. Geneviève Lacasse; род. 5 мая 1989, Монреаль, Квебек) — канадская хоккеистка, вратарь, тренер. Чемпионка Олимпийских игр 2014 года и чемпионка мира 2012 года в составе сборной Канады.
Начала заниматься хоккеем в возрасте 8 лет, все детство провела в командах мальчиков, по причине отсутствия вблизи у дома женской хоккейной школы.. В 2012 году окончила Провиденский колледж по специальности маркетинг, во время обучения играла за его команду в студенческой лиге США. Впервые была вызвана в юниорскую сборную Канады в 2008 году, дебютировала во взрослой сборной, как третий вратарь на чемпионате мира 2012 года. С 2012 по 2016 год на клубном уровне играла за команду «Бостон Блейдс» в CWHL.

## Личная жизнь
Летом 2023 года вступила в брак с вратарём женской сборной Канады, олимпийской чемпионкой 2022 года Эмеранс Машмейер.
Своими кумирами считает канадского хоккеиста Мартина Бродо и канадскую легкоатлетку Пердиту Фелисьен.